# Список песен Мари Краймбрери
Список песен российской певицы Мари Краймбрери содержит около ста композиций, выпущенных ею за всю свою карьеру, начавшуюся в 2012 году. В репертуар исполнительницы входят треки на русском, английском и украинском языках.
Мари Краймбрери является композитором. Вся дискография Марины написана ей же самой. В 19 лет начала карьеру автора-исполнителя, написав композицию для российской группы 5sta Family за 2000 долларов, которая вышла лишь в 2023 году (песня «Один шанс»).
В 2017 году российский лейбл звукозаписи Velvet Music выкупил демозапись певицы «Правильная девочка» для группы MBAND, а затем предложил сотрудничество (стать исполнителем лейбла), и та согласилась. После этого Краймбрери стала появляться на радиостанциях и телевидении. 28 ноября того же года Марина провела свой первый большой сольный концерт в Москве «„Не в адеквате!“: Live in Moscow».
Я сама пишу песни и вполне логично, чтобы вместе со мной росла и моя музыка. Я никогда не покупала песни, не покупаю и не буду покупать, какой опыт я обретаю в жизни, такой и находит отражение в моей музыке. Я конкретно мимо трендов. Если послушать мой альбом, я вместе со своим лейблом иду мимо трендов, потому что вообще не ориентируюсь на топы в чартах, на однодневные песни. Очень хочется делать музыку, которая надолго. А мне кажется, что «надолго» и «тренды» — это антонимы.Мари Краймбрери на интервью у «Мурзилки LIVE»

## Список песен
| # A I M R                                   |
| А Б В Г Д Е З И К Л М Н О П С Т У Х Ч Ш Э Я |

| Название | Автор(ы) песни                                                       | Год  | Альбом                                          | Ист.   |
| --- | -------------------------------------------------------------------- | ---- | ----------------------------------------------- | ------ |
| «#КаждыйДеньКальян» | Марина Жадан                                                         | 2014 | —                                               |        |
| «31 февраля» (совместно с Гуфом)                                                                                            | Алексей Долматов и Марина Жадан                                      | 2019 | —                                               | [ 4 ]  |
| «А мы могли быть» | Марина Жадан                                                         | 2018 | «Переобулась»                                   |        |
| «Антимужчины» | Артём Дайнес и Марина Жадан                                          | 2012 | —                                               |        |
| «Апрель» | Марина Жадан                                                         | 2020 | —                                               | [ 5 ]  |
| «Баю бай и bye bye bye» | Артём Джанаев и Марина Жадан                                         | 2013 | —                                               |        |
| «Баю Bye» | Марина Жадан                                                         | 2018 | «Переобулась»                                   |        |
| «Без заморочек» | Марина Жадан                                                         | 2022 | —                                               | [ 6 ]  |
| «Боже, а я уехала» | Марина Жадан                                                         | 2017 | «ННКН»                                          |        |
| «Бой» | Марина Жадан                                                         | 2018 | «Переобулась»                                   |        |
| «Больше не встретимся» | Марина Жадан                                                         | 2014 | —                                               |        |
| «Видишь, какая я» | Марина Жадан                                                         | 2017 | «ННКН»                                          |        |
| «Внатуре» | Марина Жадан                                                         | 2022 | «Нас узнает весь мир (Part 2)»                  |        |
| «Воля не моя» | Марина Жадан                                                         | 2021 | «Нас узнает весь мир (Part 1)»                  |        |
| «Всё пошло по весне» | Марина Жадан                                                         | 2016 | «Всё пошло по весне» (мини-альбом)              |        |
| «Вызови такси» | Марина Жадан                                                         | 2017 | «ННКН»                                          |        |
| «Глупая» | Марина Жадан                                                         | 2021 | —                                               | [ 7 ]  |
| «Голая в белой майке» | Марина Жадан                                                         | 2019 | —                                               | [ 8 ]  |
| «Давай навсегда» | Марина Жадан                                                         | 2015 | «ННКН»                                          |        |
| «Давай сохраним» | Марина Жадан                                                         | 2022 | «Нас узнает весь мир (Part 2)»                  |        |
| «Двигай» (совместно со Стеном)                                                                                              | Андрей Поздняков и Марина Жадан                                      | 2014 | —                                               |        |
| «Девочка, чё ты делаешь?»                                                                                                   | Марина Жадан                                                         | 2017 | «ННКН»                                          |        |
| «Для всех нас теперь просто нет»                                                                                            | Марина Жадан и Нафаня                                                | 2013 | —                                               |        |
| «Друг» (совместно с Сашей Сантой)                                                                                           | Марина Жадан                                                         | 2015 | —                                               |        |
| «Дыши» | Артемий Травкин и Марина Жадан                                       | 2014 | —                                               |        |
| «Если устал» | Александр Брашовяну и Марина Жадан                                   | 2022 | «Нас узнает весь мир (Part 2)»                  | [ 9 ]  |
| «Золото» (совместно с KARTASHOW)                                                                                            | Дмитрий Карташов и Марина Жадан                                      | 2018 | —                                               | [ 10 ] |
| «Иди танцуй» | Марина Жадан                                                         | 2021 | «Нас узнает весь мир (Part 1)»                  |        |
| «Или не моё» | Марина Жадан                                                         | 2016 | «Всё пошло по весне» (мини-альбом)              |        |
| «Иначе всё это зря» | Марина Жадан                                                         | 2023 | —                                               | [ 11 ] |
| «Какая крутая жизнь» | Марина Жадан                                                         | 2022 | «Нас узнает весь мир (Part 2) [Deluxe Version]» |        |
| «Как дела, малыш?» (совместно со Звонким)                                                                                   | Андрей Лысков, Марина Жадан и Сергей Курицын                         | 2021 | —                                               | [ 12 ] |
| «Кеды, капюшон» | Марина Жадан                                                         | 2017 | «ННКН»                                          |        |
| «Красная луна» | Марина Жадан                                                         | 2018 | «Переобулась»                                   |        |
| «Кроет» | Марина Жадан                                                         | 2017 | «ННКН»                                          |        |
| «Ла Ла Ла» | Марина Жадан                                                         | 2016 | «Всё пошло по весне» (мини-альбом)              |        |
| «Лавандовый раф» | Марина Жадан                                                         | 2022 | «Нас узнает весь мир (Part 2)»                  | [ 13 ] |
| «Лето» (совместно со Стеном и гр. GENCHEV)                                                                                  | Андрей Генчев, Андрей Поздняков и Марина Жадан                       | 2014 | —                                               |        |
| «Любви нет» | Максим Попов и Марина Жадан                                          | 2012 | —                                               |        |
| «Медляк» (совместно с HammAli)                                                                                              | Александр Громов и Марина Жадан                                      | 2020 | —                                               | [ 14 ] |
| «Мелкая здесь» | Марина Жадан                                                         | 2019 | —                                               | [ 15 ] |
| «Меняй меня» | Марина Жадан                                                         | 2017 | «ННКН»                                          |        |
| «Моё шоу» | Константин Иванов и Марина Жадан                                     | 2012 | —                                               |        |
| «Мне так хорошо» | Марина Жадан                                                         | 2019 | —                                               | [ 3 ]  |
| «На каблучках» (при участии M.Hustler)                                                                                      | Марина Жадан                                                         | 2019 | —                                               |        |
| «Нас узнает весь мир» | Марина Жадан                                                         | 2021 | «Нас узнает весь мир (Part 1)»                  | [ 16 ] |
| «Не буди меня» | Марина Жадан                                                         | 2022 | «Нас узнает весь мир (Part 2)»                  |        |
| «Не в адеквате» | Марина Жадан                                                         | 2017 | «ННКН»                                          |        |
| «Не домой» (совместно с Amirchik)                                                                                           | Александр Брашовяну, Амирхан Батабаев и Марина Жадан                 | 2021 | —                                               |        |
| «Не навсегда» | Марина Жадан                                                         | 2013 | —                                               |        |
| «Никого не хочу» | Марина Жадан                                                         | 2015 | —                                               |        |
| «Никто не узнает» | Марина Жадан                                                         | 2014 | —                                               |        |
| «ННКН» | Марина Жадан                                                         | 2017 | «ННКН»                                          | [ 2 ]  |
| «Новогодний вайб» (совместно с Ёлкой)                                                                                       | Марина Жадан                                                         | 2020 | —                                               |        |
| «Новый год» (совместно с Сашей Титовым, Константином Легостаевым и Доминикой)                                               | Александр Титов, Константин Легостаев и Марина Жадан                 | 2013 | —                                               |        |
| «Нравлюсь ли я ему» | Марина Жадан                                                         | 2016 | «ННКН» и «Все пошло по весне» (мини-альбом)     |        |
| «Одинокий таксист» | Марина Жадан                                                         | 2022 | «Нас узнает весь мир (Part 2)»                  |        |
| «Одинокий тип» | Марина Жадан                                                         | 2020 | —                                               | [ 17 ] |
| «Океан» | Марина Жадан                                                         | 2020 | «Нас узнает весь мир (Part 1)»                  | [ 18 ] |
| «Он тоже любит дым» | Марина Жадан                                                         | 2016 | «ННКН» и «Всё пошло по весне» (мини-альбом)     |        |
| «Она тебе не идёт» | Марина Жадан                                                         | 2017 | «Переобулась»                                   | [ 19 ] |
| «Осень» | Александр Кузнецов, Андрей Генчев и Марина Жадан                     | 2013 | —                                               |        |
| «Остыла» | Артём Дайнес и Марина Жадан                                          | 2012 | —                                               |        |
| «От диктофона до радио» | Марина Жадан                                                         | 2017 | «Переобулась»                                   |        |
| «Палево» | Марина Жадан                                                         | 2018 | «Переобулась»                                   |        |
| «Парадоксы» | Андрей Генчев и Марина Жадан                                         | 2014 | —                                               |        |
| «Переобулась» | Марина Жадан                                                         | 2018 | «Переобулась»                                   | [ 20 ] |
| «Питер» | Марина Жадан                                                         | 2021 | —                                               | [ 21 ] |
| «По городам» | Марина Жадан                                                         | 2022 | «Нас узнает весь мир (Part 2)»                  |        |
| «По ночному мегаполису» | Александр Кузнецов и Марина Жадан                                    | 2013 | —                                               |        |
| «Поговори со мной» | Марина Жадан                                                         | 2015 | —                                               |        |
| «Под парусом» | Марина Жадан                                                         | 2022 | «Нас узнает весь мир (Part 2)»                  |        |
| «Пока в городе пробки» | Марина Жадан                                                         | 2017 | «ННКН»                                          |        |
| «Полюби меня пьяную» | Марина Жадан                                                         | 2017 | «ННКН»                                          |        |
| «Пообещай» (совместно с iDNA)                                                                                               | Марина Жадан                                                         | 2012 | —                                               |        |
| «Прага. Июнь» | Марина Жадан                                                         | 2020 | —                                               | [ 22 ] |
| «Прости, но я не буду петь»                                                                                                 | Марина Жадан                                                         | 2022 | «Нас узнает весь мир (Part 2)»                  |        |
| «Прощай» | Марина Жадан                                                         | 2014 | —                                               |        |
| «Пряталась в ванной» | Марина Жадан                                                         | 2020 | «Нас узнает весь мир (Part 1)»                  | [ 23 ] |
| «Самолёт» | Марина Жадан                                                         | 2021 | «Нас узнает весь мир (Part 1)»                  | [ 24 ] |
| «Смогу ли я без тебя» | Артём Дайнес и Марина Жадан                                          | 2012 | —                                               |        |
| «Спасибо за всё, мам» (совместно с Ёлкой)                                                                                   | Марина Жадан                                                         | 2019 | —                                               | [ 25 ] |
| «Танцевальный медляк» | Марина Жадан                                                         | 2022 | «Нас узнает весь мир (Part 2)»                  |        |
| «Тапочки» | Марина Жадан                                                         | 2022 | «Нас узнает весь мир (Part 2)»                  |        |
| «Тебе сегодня 18» (совместно с Фейгином, Владимиром Пресняковым [мл.], «Винтажем», Звонким, DAASHA, Никитой Киоссе и Ёлкой) | Даша Щербакова, Глеб Фейгинов                                        | 2022 | —                                               |        |
| «Том и Джерри» | Марина Жадан                                                         | 2017 | «Переобулась»                                   |        |
| «Туси сам» | Марина Жадан                                                         | 2017 | «Переобулась»                                   |        |
| «Ты не моя пара» (совместно с Димой Биланом)                                                                                | Андрей Парфёнов, Дмитрий Дымов, Никита Гончаренко и Марина Жадан     | 2021 | «Два хита» и «Три хита» (макси-синглы)          | [ 26 ] |
| «Ты меня бесишь» (совместно с Иваном Рейсом)                                                                                | Иван Костюк, Марина Жадан                                            | 2022 | —                                               | [ 27 ] |
| «Ты меня не забудешь» | Александр Брашовяну и Марина Жадан                                   | 2021 | «Нас узнает весь мир (Part 1)»                  |        |
| «Ты меня не стоишь» | Марина Жадан                                                         | 2014 | —                                               |        |
| «Успей вернуться» (при участии M.Hustler)                                                                                   | Марина Жадан                                                         | 2020 | —                                               | [ 28 ] |
| «Успокою» (при участии Alex Davia)                                                                                          | Александр Брашовяну и Марина Жадан                                   | 2022 | «Нас узнает весь мир (Part 2)»                  |        |
| «Утром» (совместно с Radjo)                                                                                                 | Михаил Гайдай и Марина Жадан                                         | 2022 | —                                               |        |
| «Хлопаю в две ладоши» | Марина Жадан                                                         | 2021 | —                                               | [ 29 ] |
| «Холодно» (совместно с ЭММОЙ М и Lx24 при участии Luxor)                                                                    | Игорь Майский и Артур Шмыгин                                         | 2017 | —                                               | [ 30 ] |
| «Холостяк» | Марина Жадан                                                         | 2021 | «Нас узнает весь мир (Part 1)»                  | [ 31 ] |
| «Что будет дальше» | Марина Жадан                                                         | 2013 | —                                               |        |
| «Шкура» (совместно с Клавой Кокой)                                                                                          | Александр Гречаник, Александр Михеев, Клавдия Высокова, Марина Жадан | 2022 | —                                               | [ 32 ] |
| «Это, сука, взрыв» | Марина Жадан                                                         | 2018 | «Переобулась»                                   |        |
| «Я буду помнить» | Марина Жадан                                                         | 2013 | —                                               |        |
| «Я нашла свой почерк» | Марина Жадан                                                         | 2018 | —                                               | [ 33 ] |
| «Я не забуду» (совместно с Max Box)                                                                                         | Денис Ковальский                                                     | 2020 | —                                               |        |
| «Я переживу» | Марина Жадан                                                         | 2013 | —                                               |        |
| «Я твой клад» | Марина Жадан                                                         | 2019 | —                                               | [ 34 ] |
| «Я хотела твою фамилию» | Марина Жадан                                                         | 2018 | «Переобулась»                                   | [ 35 ] |
| «AMORE» | Марина Жадан                                                         | 2018 | AMORE (альбом ремиксов)                         | [ 36 ] |
| «If You Love Me» (при участии Alex Davia)                                                                                   | Александр Брашовяну и Марина Жадан                                   | 2021 | «Нас узнает весь мир (Part 1)»                  | [ 37 ] |
| «My май» | Марина Жадан                                                         | 2020 | —                                               | [ 38 ] |
| «Relax» | Марина Жадан                                                         | 2022 | —                                               | [ 39 ] |
| Символ «—» означает, что песня не вошла в альбом.                                                                           |                                                                      |      |                                                 |        |

## Неизданные песни
| Название                                      | Автор(ы) песни                    | Год  |
| --------------------------------------------- | --------------------------------- | ---- |
| «Гастрольная»                                 | Марина Жадан                      | 2018 |
| «Дождями»                                     | Марина Жадан                      | 2019 |
| «Звони»/«Птица» (совместно с Лёшей Свиком)    | Алексей Норкитович и Марина Жадан | 2020 |
| «Стать твоим привидением» (совместно с Гуфом) | Алексей Долматов и Марина Жадан   | 2020 |

## Песни, написанные для других исполнителей
| Название                                          | Исполнитель            | Год  | Автор(ы) песни | Альбом         |
| ------------------------------------------------- | ---------------------- | ---- | -------------- | -------------- |
| «Дай мне номер телефона»                          | Александрос Тсопозидис | 2017 | Марина Жадан   | «За тобой»     |
| «Конечно, да!»                                    | Наталья Подольская     | 2023 | Марина Жадан   | «Конечно, да!» |
| «Моя зима»                                        | Доминика и «НашеVremя» | 2014 | Марина Жадан   | —              |
| «Правильная девочка»                              | MBAND                  | 2017 | Марина Жадан   | —              |
| «Я так не могу»                                   | MARS                   | 2022 | Марина Жадан   | —              |
| Символ «—» означает, что песня не вошла в альбом. |                        |      |                |                |